# Bob Pettit
Robert Lee (Bob) Pettit (Baton Rouge, 12 december 1932)  is een voormalig Amerikaans basketballer. Hij speelde elf seizoenen in de NBA, voor de Milwaukee/St. Louis Hawks (1954-1965). Hij wordt beschouwd als een van de beste spelers van de jaren 1950.

## Prijzen en waardering
In 1956 werd hij de eerste ontvanger van de NBA Most Valuable Player Award, en in 1959 won hij deze opnieuw. Hij won ook vier keer de NBA All-Star Game MVP Award. In 1958 won hij het kampioenschap met de Hawks. In 1970 werd hij ingelijfd in de Basketball Hall of Fame.
9 Pettit ·
11 Coleman ·
12 Davis ·
13 Share ·
15 Wilfong ·
16 Hagan ·
17 Park ·
20 Macauley ·
21 McMahon ·
22 Martin ·
Coach Hannum